# Nólsoy (település)
Nólsoy (dánul: Nolsø) egy festői halászfalu Feröer Nólsoy nevű szigetén. Közigazgatásilag Tórshavn községhez tartozik.
Az apró, színes házak szorosan egymás mellé épültek, hogy fedezzék egymást a téli hideg szélviharok esetén.

## Történelem

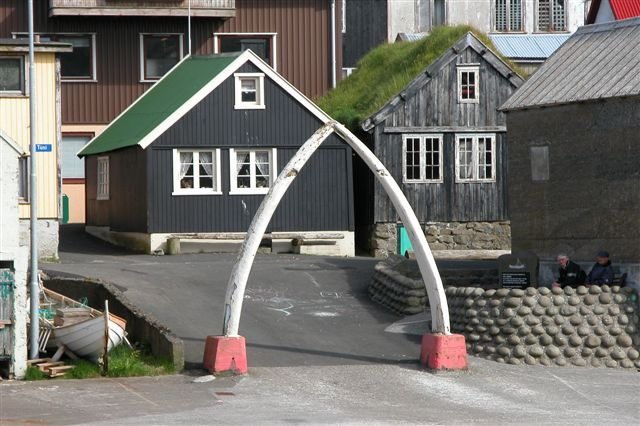
A Tisztelet Kapuja

Első írásos említése az 1400 körüli évekből származik.
Nólsoy legismertebb személyisége Nólsoyar Páll, Feröer nemzeti hőse, aki költészete mellett arról ismert, hogy sokat tett a kereskedelmi monopólium ellen és a modern feröeri hajózás megteremtéséét.
A kikötőből a faluba egy hatalmas ámbráscet állkapcsából készült kapun, a Tisztelet Kapuján át lehet eljutni, amelyet az 1970-es évek közepén emeltek Ingrid dán királyné látogatása alkalmából.
2005. január 1-je óta Tórshavn község része, előtte Nólsoy községhez tartozott.
Az elmúlt években számos fiatal család költözött ide Tórshavnból, mivel itt alacsonyabbak az ingatlanárak, és háboríthatatlan vidéki környezetben lehet élni, miközben a főváros komppal 20 perc alatt elérhető.

## Népesség
| Év              | Lakosság |
| --------------- | -------- |
| 1986. január 1. | 323      |
| 1991. január 1. | 303      |
| 1996. január 1. | 242      |
| 2001. január 1. | 262      |
| 2006. január 1. | 252      |

## Közlekedés
Nólsoy lakosainak egy része (kb. 40 ember) komppal naponta a közeli fővárosba ingázik; az út a M/S Ritan komphajóval mintegy 20 percet vesz igénybe, és naponta több járat is az utazók rendelkezésére áll.

## Kultúra
Minden évben augusztus elején rendezik meg az Ovastevna fesztivált Ove Joensen emlékére, aki 1986-ban egy feröeri csónakkal elevezett Dániáig, de egy évvel később vízbe fulladt a Skálafjørður fjordban. A fesztivál bevételeit az általa kezdeményezett uszoda felépítésére gyűjtik.

## Turizmus
A falu kikötőjének egyik csónakházában látható a Diana Victoria, Ove Joensen csónakja.

## Személyek
- Itt született Nólsoyar Páll (1776-1809), költő, kereskedő és tengerész, Feröer nemzeti hőse